# Lethata
Lethata is een geslacht van vlinders van de familie sikkelmotten (Oecophoridae), uit de onderfamilie Stenomatinae.

## Soorten
- L. aletha Duckworth, 1967
- L. angusta Duckworth, 1967
- L. anophthalma Meyrick, 1931
- L. aromatica Meyrick, 1915
- L. asthenopa Meyrick, 1916
- L. bovinella Busck, 1914
- L. buscki Duckworth, 1964
- L. dispersa Duckworth, 1967
- L. fernandezyepezi Duckworth, 1967
- L. fusca Duckworth, 1964
- L. glaucopa Meyrick, 1912
- L. gypsolitha Meyrick, 1931
- L. herbacea Meyrick, 1931
- L. illustra Duckworth, 1967
- L. invigilans Meyrick, 1915
- L. irresoluta Duckworth, 1967
- L. lanosa Duckworth, 1967
- L. leucothea Busck, 1914
- L. monopa Duckworth, 1967
- L. mucida Duckworth, 1967
- L. myopina Zeller, 1877
- L. oculosa Duckworth, 1967
- L. pyrenodes Meyrick, 1915
- L. ruba Duckworth, 1964
- L. satyropa Meyrick, 1915
- L. sciophthalma Meyrick, 1931
- L. striolata Meyrick, 1932
- L. trochalosticta (Walsingham, 1913)